# Florentine Lahme
Florentine Lahme (Berlino Ovest, 21 luglio 1974) è un'attrice tedesca, attiva principalmente in campo televisivo.
Sul piccolo schermo, è apparsa in una settantina di differenti produzioni, a partire dalla fine degli anni novanta. Tra i suoi ruoli principali, figurano quelli nella soap opera Geliebte Schwestern, nelle serie televisive Sternenfänger, GSG9 - Squadra d'assalto, ecc. e in alcuni film TV del ciclo "Rosamunde Pilcher" e "Inga Lindström".

## Biografia
Florentine Lahme nasce a Berlino Ovest il 21 luglio 1974.
Fa il proprio debutto televisivo nel 1997 nella soap opera Geliebte Schwestern, dove è tra le protagoniste nel ruolo di Karen Stember.
Nel 2002, è tra i protagonisti della serie televisiva Sternenfänger, dove interpreta il ruolo di Valery Crämer.
In seguito, nel 2004, è protagonista, al fianco di Hardy Krüger Jr., del film TV del ciclo "Inga Lindström"  Sulla via del tramonto (Inga Lindström - Die Farm am Mälarsee), dove interpreta il ruolo di Eva Windlust, e dal 2006 al 2007 è tra i protagonisti della serie televisiva GSG9 - Squadra d'assalto (GSG 9 - Ihr Einsatz ist ihr Leben), dove interpreta il ruolo di Petra Helmoltz.
Nel 2010, è protagonista, al fianco di Marcus Grüsser, del film TV, tratto da un romanzo di Rosamunde Pilcher, Le ali dell'amore (Flügel der Liebe), dove interpreta il ruolo di Mia.
Nel 2015, l'attrice posa senza veli per la copertina del mese di agosto di Playboy.

## Filmografia parziale

### Cinema
- L'uomo perfetto - (Der fast perfekte Mann), regia di Vanessa Jopp (2013)
- Guten Tag - cortometraggio, regia di Thomas Schwendemann (2014)
- Stung, regia di Benni Diez (2015)

### Televisione
- Geliebte Schwestern - soap opera, 187 episodi (1997-1998)
- Für alle Fälle Stefanie - episodio 04x74 (1999)
- Im Namen des Gesetzes - serie TV, episodi 06x10-10x09 (2000-2005)
- Ein Millionär zum Frühstück - film TV, regia di Josh Broecker (2001)
- Squadra Speciale Cobra 11 (Alarm für Cobra 11) - serie TV, 4 episodi (2001-2013)
- Sternenfänger - serie TV, 26 episodi (2002)
- Rosamunde Pilcher - Flamme der Liebe - film TV, regia di Michael Steinke (2003)
- Familie Dr. Kleist - serie TV, episodio 01x12 (2004)
- Inga Lindström - Sulla via del tramonto (Inga Lindström - Die Farm am Mälarsee) - film TV, regia di Karola Meeder (2004)
- Mit Herz und Handschellen - serie TV, episodio 02x02 (2005)
- La nave dei sogni - serie TV, episodio 01x51 (2005)
- Polly Adler - Eine Frau sieht rosa - film TV, regia di Peter Ily Huemer (2005)
- Die Rosenheim-Cops - serie TV, episodi 05x18-12x01 (2006-2012)
- GSG9 - Squadra d'assalto (GSG 9 - Ihr Einsatz ist ihr Leben) - serie TV (2007-2008)
- Defying Gravity - Le galassie del cuore - serie TV, 13 episodi (2009)
- Impatto dal cielo (Impact) - miniserie TV (2009)
- Rosamunde Pilcher - Le ali dell'amore (Flügel der Liebe) - film TV, regia di Dieterr Kehler (2010)
- Bei manchen Männern hilft nur Voodoo - film TV (2010)
- Luna di miele... con fantasmi (Geister: All Inclusive) - film TV, regia di Alex Sand (2011)
- I guardiani del tesoro (Treasure Guards), regia di Iain B. MacDonald - film TV (2011)
- Das Leben ist ein Bauernhof - film TV (2011)
- Last Cop - L'ultimo sbirro - episodio 03x05 (2012)
- Der Bergdoktor - serie TV, episodio 06x05 (2013)
- Turbo & Tacho - film TV (2013)
- Crossing Lines - serie TV, episodi 01x04-02x04 (2013-2014)
- Nachbarn süß-sauer - film TV (2014)
- Inga Lindström - Nella tua vita (Inga Lindström - In deinem Leben) - film TV, regia di Thomas Nennstiel (2015)
- Un'estate in Grecia (Ein Sommer in Griechenland) - film TV, regia di Jorgo Papavassiliou (2015)
- Hamburg Distretto 21 - serie TV, episodio 10x20 (2016)
- Beck is back! - serie TV, episodio 01x07 (2018)